# Wolfs Flieder
Wolfs Flieder (Syringa wolfii) ist ein Strauch mit purpurroten bis blass purpurfarbenen Blüten aus der Familie der Ölbaumgewächse (Oleaceae). Das natürliche Verbreitungsgebiet liegt in China, Korea und im Osten Russlands. Die Art wird manchmal als Zierstrauch verwendet. 

## Beschreibung
Wolfs Flieder ist ein bis zu 6 Meter hoher, aufrechter Strauch mit kahlen oder behaarten, spärlich mit Korkporen besetzten, jung grünen und später grauen Zweigen. Endknospen sind vorhanden. Die Laubblätter haben einen 1 bis 3 Zentimeter langen, kahlen oder behaarten Stiel. Die Blattspreite ist einfach, 3,5 bis 12, selten bis 18 Zentimeter lang und 1,5 bis 7, selten bis 10 Zentimeter breit, elliptisch-länglich, elliptisch bis verkehrt-eiförmig-länglich, mit meist spitzer bis zugespitzter Blattspitze und keilförmiger oder mehr oder weniger gerundeter Basis. Die Blattoberseite ist tiefgrün, kahl oder spärlich behaart, die Unterseite ist hell graugrün und zottig behaart.
Die Blüten wachsen in 5 bis 30 Zentimeter langen und 3 bis 18 Zentimeter durchmessenden, aufrechten, endständigen, beblätterten Rispen. Die Blütenstandsachse ist flaumig oder zottig behaart. Der 0 bis 2 Millimeter lange Blütenstiel ist wie der 2 bis 3,5 Millimeter lange Kelch ebenfalls flaumig oder zottig behaart. Die Blütenkrone ist 1,2 bis 1,8 Zentimeter breit und blass purpurn bis purpurrot. Die Kronröhre ist trichterförmig und 1 bis 1,4 Zentimeter lang. Die Kronzipfel sind länglich-eiförmig bis eiförmig, aufrecht stehend oder ausgebreitet. Die Staubbeutel sind gelb und reichen bis knapp unter dem Schlund der Kronröhre. Die Blüten duften. Als Früchte werden 1,2 bis 1,7 Zentimeter lange, längliche und glatte Kapseln gebildet. Wolfs  Flieder blüht im Juni, die Früchte reifen im August.
Die Chromosomenzahl beträgt 2n=46.

## Verbreitung
Das natürliche Verbreitungsgebiet liegt in den chinesischen Provinzen Heilongjiang, Jilin und Liaoning, in Korea und im Osten Russlands. Wolfs Flieder wächst in Mischwäldern, Dickichten und entlang von Flussläufen in Höhen von 500 bis 1600 Metern auf mäßig trockenen bis feuchten, schwach sauren bis schwach alkalischen, sandig- oder kiesig-lehmigen Böden an sonnigen Standorten. Die Art ist wärmeliebend und meist frosthart.

## Systematik
Wolfs Flieder (Syringa wolfii) ist eine Art aus der Gattung der Flieder (Syringa) in der Familie der Ölbaumgewächse (Oleaceae). Dort wird die Gattung der Tribus Oleeae zugeordnet.
Die Art Syringa wolfii wurde von Camillo Karl Schneider 1910 erstmals wissenschaftlich beschrieben und nach dem Dendrologen Egbert Ludwig Wolf benannt. Wolfs Flieder wird neuerdings nicht mehr als eigenständige Art, sondern als Unterart des Zottigen Flieders gewertet.

## Verwendung
Wolfs Flieder wird manchmal wegen der dekorativen und duftenden Blüten als Zierstrauch verwendet.

## Nachweise